# Татранські луки
Татранські луки (пол. Hale tatrzańskie) — у пасторальному та господарському сенсі гірське пасовище в Татрах означало всю територію в горах, придатну для випасу худоби, яка належала одному власнику або групі власників, часто отримуючи свою назву від прізвища власника, наприклад, Галя Горичкова, Галя Ґонсєнікова, Галя Скупньова. Полонини в пасторальному розумінні не слід безпосередньо ототожнювати з ділянками альпійських луків.
Крім полонин, до гірського пасовища входили також пасовища, рівною мірою, височини, осипи, ділянки, зарослі карликовою сосною і навіть ліс. Крім того, горяни мали особливі привілеї на випас худоби, так звані сервітути, на прилеглій до полонини території. Площа сервітуту цього залу становила 123,88 га. Гірські пасовища в такому розумінні простягалися від нижнього регіону до вершин гір.
Татранські луки могли охоплювати всю долину (наприклад, пасовище Малий Луг) або її частину (наприклад, пасовище Смитня або пасовище Писана в долині Косцеліска). Гірське пасовище могло охоплювати одну або кілька галявин, рівнин або рівнинних лісів, де розташовувалися колиби. Під полониною горяни зазвичай мали на увазі територію, придатну для випасу худоби, але не скошену. Поляна, з іншого боку, відрізнялася від полонини тим, що вона була скошена. Поляна не обов'язково мала бути оточена лісом з усіх боків; якщо частина гірського пасовища була викошена, її також називали полониною. Мандрівники часто помилково називають полониною будь-який гірський луг чи галявину, а також помилково обмежують поняття полонини лише тією її частиною, яка вкрита травою і на якій стоять колиби. Поляни зазвичай були частиною полонини, але існували та незалежні полонини, як, наприклад, Сива Поляна.
На північному (польському) боці Татр існував чіткіший поділ між довготривалими гірськими пасовищами, ніж на південному (колишньому угорському) боці, де власники змінювалися частіше. Кількість гірських пасовищ змінювалася з часом — спочатку вони збільшувалися коштом нових територій, що були зайняті під пасовища, згодом деякі з них зникли. У період найбільш інтенсивного вівчарства в польських Татрах налічувалося понад 40 гірських пасовищ. Деякі з нижчих пасовищ були перетворені на орні поля, інші були розділені на менші.